# Bakemonogatari (manga)
Bakemonogatari (化物語 n.đ. 'Quái Yêu Truyện') là một bộ manga Nhật Bản do Oh! great vẽ minh hoạ, dựa trên series light novel Monogatari của tác giả Nisio Isin. Tác phẩm đã được đăng dài kỳ trên tạp chí shōnen manga Weekly Shōnen Magazine của Kōdansha từ tháng 3 năm 2018 đến tháng 3 năm 2023, trong đó các chương truyện được tổng hợp và xuất bản trong 22 tập tankōbon. Câu chuyện kể về cậu nam sinh cấp ba từng bị ma cà rồng tấn công, Araragi Koyomi, cùng hành trình gặp gỡ và giúp đỡ những nhân vật đang phải chịu đựng thương tổn do các hiện tượng siêu nhiên gây ra.
Tính đến tháng 8 năm 2020, Bakemonogatari đã có hơn 2,4 triệu bản được lưu hành.

## Nội dung
Câu chuyện xoay quanh Araragi Koyomi, một nam sinh đang học năm cuối cấp ba, nhờ sự trợ giúp của Oshino Meme – một chuyên gia về các hiện tượng siêu nhiên, anh đã sống sót sau khi bị ma cà rồng tấn công và bản thân trở thành bán ma cà rồng. Mặc dù sở hữu những năng lực phi thường, chẳng hạn như khả năng phục hồi mạnh mẽ, Araragi luôn cố hành xử giống một học sinh điển hình, dù vậy anh liên tục bị cuốn vào những rắc rối liên quan đến các hiện tượng dị thường từ những cô gái khác.
Khi Araragi đang đi lên cầu thang, anh chợt thấy một người phụ nữ rơi từ phía trên xuống. Araragi đỡ được cô, nhưng lập tức nhận ra người này, Senjōgahara Hitagi, gần như không có trọng lượng. Nhận thấy điều bất thường này, Araragi biết có chuyện không ổn đang diễn ra. Với quyết tâm giúp đỡ cô, anh gặp lớp trưởng Hanekawa Tsubasa để tìm hiểu thêm về Senjōgahara. Tuy nhiên, khi Araragi cố gắng tiếp cận, Senjōgahara đã thẳng thừng từ chối sự giúp đỡ của anh, cô còn dùng ghim bấm kẹp vào miệng anh và đe doạ anh không được đụng đến cô. Tuy nhiên, Araragi khăng khăng không nghe cô, sau đó anh chạy theo cô để cho cô thấy vết thương mà cô đã gây ra trong miệng anh đã lành lại. Chứng kiến điều này và nhận ra anh cũng có dính líu với những hiện tượng kỳ dị, cô chấp nhận sự giúp đỡ của Araragi. Araragi đưa Senjōgahara đến gặp người đã từng giúp anh, Oshino Meme. Trong quá khứ, mẹ của Senjōgahara đã tham gia một giáo phái và đã đưa một thành viên của giáo phái đó đến nhà họ; kẻ này sau đó đã cố gắng xâm hại cô và mẹ cô không làm gì để ngăn cản. Senjōgahara đã có hành động tự vệ và làm người đàn ông bị thương, nhưng giáo phái đã tước đoạt mẹ cô khỏi gia đình như một sự trừng phạt. Oshino nói với cô rằng một quái dị cua đã lấy đi trọng lượng của cô. Trong trường hợp của Senjōgahara, cô gặp vấn đề về gia đình và có ý muốn xoá bỏ cảm giác tội lỗi và gánh nặng, dẫn đến việc bị quái dị cua lấy đi trọng lượng của mình. Oshino ngỏ ý rằng họ nên quay lại vào lúc nửa đêm để thực hiện nghi lễ. Sau một lúc, Araragi và Senjōgahara trở lại trường luyện thi. Họ thấy Oshino đã chuẩn bị cho nghi lễ và bắt đầu ngay lập tức. Con cua hiện ra và tấn công Senjōgahara nhưng cô nhận ra rằng để thoát khỏi nó, cô phải tự đối mặt với những vấn đề gia đình của mình. Sau khi lấy lại được trọng lượng bình thường, cô cảm ơn Araragi và kết bạn với anh.

## Sản xuất
Vào ngày 10 tháng 1 năm 2018, Nisio Isin đã thông báo trên Twitter rằng Bakemonogatari từ series Monogatari của ông sẽ được chuyển thể thành manga. Vào ngày 13 tháng 2 năm 2018, Kōdansha đã hé lộ ba tranh vẽ nhân vật và đã mở một cuộc thi cho các người dùng Twitter để dự đoán danh tính của hoạ sĩ sẽ vẽ minh hoạ cho series. Vào ngày 28 tháng 2 năm 2018, hoạ sĩ manga Oh! great được thông báo sẽ là người vẽ minh hoạ cho bộ truyện.
Trong các bình luận trên website Mantan Web, Oh! great đã giải thích lý do mình đưa Kizumonogatari vào bộ manga Bakemonogatari. Ông tuyên bố rằng để phần truyện Tsubasa Cat diễn ra liền mạch, ông cần phải chuyển thể Kizumonogatari và Nekomonogatari, vì theo cách này, độc giả sẽ đồng cảm hơn với Hanekawa và điều đó cũng giải thích vị trí của Senjōgahara trong câu chuyện. Ông đã nhận được sự cho phép của Isin để đưa Kizumonogatari vào giữa các phần truyện Nadeko Snake và Tsubasa Cat, nhưng tuyên bố rằng ông không biết liệu mình có chuyển thể Nekomonogatari hay không, mặc dù ông đã có ý tưởng nếu ông làm vậy. Sau cùng, ông cho biết bản thân có kế hoạch kết thúc manga theo cùng cách mà light novel kết thúc lúc lễ hội trường cấp ba được tổ chức.

## Xuất bản
Bakemonogatari được vẽ minh hoạ bởi Oh! great, dựa trên series light novel Monogatari, do Nisio Isin sáng tác. Bộ truyện được đăng dài kỳ trên tạp chí shōnen manga Weekly Shōnen Magazine của Kōdansha từ ngày 14 tháng 3 năm 2018 đến ngày 15 tháng 3 năm 2023. Kōdansha đã tổng hợp các chương truyện thành từng tập tankōbon. Tập đầu tiên được phát hành vào ngày 15 tháng 6 năm 2018. Mỗi tập truyện đặc biệt đều có một ngoại truyện do Nisio Isin viết, trong đó tập đầu tiên bao gồm một bộ manga ngắn có nhan đề "Bake 'mono' gatari" (化“者”語)] của Oh! great. Tập thứ 22 và cũng là tập cuối cùng được phát hành vào ngày 17 tháng 5 năm 2023.
Video giới thiệu bản chuyển thể manga do Shaft thực hiện đã được trình chiếu cho du khách tại Triễn lãm Oh! Great từ ngày 14 đến 31 tháng 8 năm 2021, trước khi được đăng tải trên kênh Youtube của Kōdansha vào ngày 17 tháng 2 năm 2022, cùng thời điểm phát hành tập 16 của bộ manga.

### Danh sách tập
| #  | Ngày phát hành       | ISBN                                      |
| -- | -------------------- | ----------------------------------------- |
| 1  | 15 tháng 6 năm 2018  | 978-4-06-511617-3 978-4-06-512056-9 (BĐB) |
| 2  | 17 tháng 8 năm 2018  | 978-4-06-512333-1 978-4-06-512334-8 (BĐB) |
| 3  | 16 tháng 11 năm 2018 | 978-4-06-513313-2 978-4-06-513314-9 (BĐB) |
| 4  | 17 tháng 2 năm 2019  | 978-4-06-513938-7 978-4-06-513939-4 (BĐB) |
| 5  | 17 tháng 4 năm 2019  | 978-4-06-514889-1 978-4-06-514890-7 (BĐB) |
| 6  | 17 tháng 7 năm 2019  | 978-4-06-515314-7 978-4-06-515315-4 (BĐB) |
| 7  | 17 tháng 10 năm 2019 | 978-4-06-517166-0 978-4-06-517163-9 (BĐB) |
| 8  | 17 tháng 2 năm 2020  | 978-4-06-518172-0 978-4-06-518173-7 (BĐB) |
| 9  | 15 tháng 5 năm 2020  | 978-4-06-518853-8 978-4-06-518852-1 (BĐB) |
| 10 | 17 tháng 8 năm 2020  | 978-4-06-520334-7 978-4-06-520335-4 (BĐB) |
| 11 | 17 tháng 11 năm 2020 | 978-4-06-521256-1 978-4-06-521257-8 (BĐB) |
| 12 | 17 tháng 2 năm 2021  | 978-4-06-522070-2 978-4-06-522071-9 (BĐB) |
| 13 | 17 tháng 5 năm 2021  | 978-4-06-523142-5 978-4-06-523145-6 (BĐB) |
| 14 | 17 tháng 8 năm 2021  | 978-4-06-524481-4 978-4-06-524501-9 (BĐB) |
| 15 | 17 tháng 11 năm 2021 | 978-4-06-526005-0 978-4-06-526004-3 (BĐB) |
| 16 | 17 tháng 2 năm 2022  | 978-4-06-526895-7 978-4-06-526898-8 (BĐB) |
| 17 | 17 tháng 5 năm 2022  | 978-4-06-527912-0 978-4-06-527919-9 (BĐB) |
| 18 | 17 tháng 8 năm 2022  | 978-4-06-528659-3 978-4-06-528660-9 (BĐB) |
| 19 | 17 tháng 11 năm 2022 | 978-4-06-529635-6 978-4-06-529634-9 (BĐB) |
| 20 | 17 tháng 2 năm 2023  | 978-4-06-530347-4 978-4-06-530340-5 (BĐB) |
| 21 | 16 tháng 3 năm 2023  | 978-4-06-530921-6 978-4-06-530928-5 (BĐB) |
| 22 | 17 tháng 5 năm 2023  | 978-4-06-531575-0 978-4-06-531569-9 (BĐB) |

## Đón nhận
Tính đến tháng 2 năm 2019, ba tập đầu của Bakemonogatari đã có hơn một triệu bản được lưu hành. Tính đến tháng 8 năm 2020, chín tập đầu của Bakemonogatari có hơn 2,4 triệu bản được lưu hành, tính cả các ấn bản số.